# Казанак
Казанак — село в Краснозёрском районе Новосибирской области. Административный центр Казанакского сельсовета.

## География
Площадь села — 201 гектар.

## История
Основано в 1834 году. В 1928 году село состояло из 360 хозяйств, основное население — украинцы. В административном отношении являлось центром Казанакского сельсовета Карасукского района Славгородского округа Сибирского края.

## Население
| 2002 | 2007 | 2010 |
| ---- | ---- | ---- |
| 522  | ↘508 | ↘441 |

## Инфраструктура
В селе по данным на 2007 год функционируют 1 учреждение здравоохранения и 2 учреждения образования.

## Известные уроженцы
- Рожков, Алексей Петрович (род. 1923) — советский партийный и государственный деятель.